# Mesamphisopus capensis
Mesamphisopus capensis är en kräftdjursart som först beskrevs av Barnard1914.  Mesamphisopus capensis ingår i släktet Mesamphisopus och familjen Mesamphisopidae. Inga underarter finns listade i Catalogue of Life.